# روبرتو سانتو
روبرتو سانتو (بالإنجليزية: Roberto Santo)‏ هو لاعب كرة قدم جنوب أفريقي، ولد في 7 مارس 1986 في كيب تاون في جنوب أفريقيا. لعب مع أياكس كيب تاون.

## وصلات خارجية
- روبرتو سانتو على موقع قاعدة بيانات كرة القدم.إي يو (الإنجليزية)